# Alanyaspor
Az Alanyaspor egy török sportegyesület Alanya városában.

## Sikerlista
- Török negyedosztály:
  - Bajnok (2): 1987–88, 2003–04

## Keret
2023. február 24-i állapotnak megfelelően.
| #  |     | Poszt | Név                                                     |
| -- | --- | ----- | ------------------------------------------------------- |
| 3  | TUR | V     | Ahmet Gülay (kölcsönben a Beşiktaş csapatától)          |
| 4  | TUR | V     | Furkan Bayır                                            |
| 5  | TUR | V     | Ümit Akdağ                                              |
| 6  | TUR | KP    | Umut Güneş                                              |
| 7  | TUR | KP    | Efecan Karaca                                           |
| 8  | NED | KP    | Leroy Fer                                               |
| 9  | TUR | CS    | Erencan Yardımcı                                        |
| 10 | ALG | KP    | Zinedine Ferhat                                         |
| 11 | GER | KP    | Efkan Bekiroğlu                                         |
| 13 | ISL | K     | Rúnar Alex Rúnarsson (kölcsönben az Arsenal csapatától) |
| 17 | ANG | CS    | Wilson Eduardo                                          |
| 19 | POR | KP    | Ivan Cavaleiro (kölcsönben a Fulham csapatától)         |
| 20 | TUR | V     | Fatih Aksoy                                             |
| 21 | POR | KP    | Daniel Candeias                                         |
| 23 | SEN | V     | Joher Rassoul (kölcsönben az Eyüpspor csapatától)       |

| #  |     | Poszt | Név                                                    |
| -- | --- | ----- | ------------------------------------------------------ |
| 27 | POR | V     | Pedro Pereira (kölcsönben a Monza csapatától)          |
| 29 | SVN | V     | Jure Balkovec                                          |
| 37 | GER | KP    | Mert-Yusuf Torlak                                      |
| 39 | TUR | V     | Çağan Kayra Erciyas                                    |
| 42 | BEL | V     | Yunus Bahadır                                          |
| 70 | TUR | KP    | Oğuz Aydın                                             |
| 88 | TUR | KP    | Yusuf Özdemir                                          |
| 93 | EGY | CS    | Ahmed Hassan (kölcsönben az Olimbiakósz csapatától)    |
| 96 | TUR | K     | Yavuz Aygün                                            |
| 97 | COD | KP    | Arnaud Lusamba                                         |
| 98 | CIV | KP    | Idrissa Doumbia (kölcsönben a Sporting csapatától)     |
| 99 | TUR | K     | Yusuf Karagöz                                          |
|    | TUR | K     | İsmail Ünal                                            |
|    | MAR | V     | Zouhair Feddal                                         |
|    | GRE | CS    | Efthímisz Kulúrisz (kölcsönben a LASK Linz csapatától) |